# سكوتي بلوش
سكوتي بلوش (بالإنجليزية: Scotty Bloch)‏ هي ممثلة أمريكية، ولدت في 28 يناير 1925 في الولايات المتحدة، وتوفيت في 15 سبتمبر 2018.

## أعمال

### أفلام
- (1982) ملك الكوميديا

## وصلات خارجية
- سكوتي بلوش على موقع IMDb (الإنجليزية)
- سكوتي بلوش على موقع قاعدة بيانات برودواي على الإنترنت (الإنجليزية)
- سكوتي بلوش على موقع قاعدة بيانات الفيلم (الإنجليزية)